# Pukupuku curta
Pukupuku curta är en skalbaggsart som beskrevs av Gilbert John Arrow 1919. Pukupuku curta ingår i släktet Pukupuku och familjen Rutelidae. Inga underarter finns listade i Catalogue of Life.